# Giuseppe Valeriano Vannetti
Giuseppe Valeriano Vannetti (Rovereto, 14 aprile 1719 – Rovereto, 1764) è stato uno scrittore e letterato italiano.

## Biografia
Nacque a Rovereto, città trentina che in quel periodo apparteneva alla Contea del Tirolo, parte del Sacro Romano Impero. Fu tra i fondatori e massimi ispiratori dell'Accademia Roveretana degli Agiati, marito di Bianca Laura Saibante e padre di Clementino Vannetti, che seguì nell'accademia le orme dei genitori diventandone segretario tra il 1776-1795.

## Ruolo nella Rovereto del XVIII secolo
Attorno alla metà del Settecento nella città di Rovereto la situazione economica era fiorente e la cultura viveva un periodo molto importante. Giuseppe Valeriano Vannetti, la moglie Bianca Laura Saibante e il circolo di letterati che si era formato alla scuola di Girolamo Tartarotti diede vita all'Accademia Roveretana degli Agiati, che in quel periodo di dominazione asburgica in Trentino fu un'istituzione unica nel suo genere.
Il salotto letterario che i Vannetti crearono nella loro casa fu tipico della buona società europea di quel periodo storico.
Le personalità più rilevanti del salotto, oltre alla moglie Bianca Laura e al fratello di lei Francesco Antonio furono l'abate Giuseppe Matteo Felice Givanni, maestro di logica e metafisica presso il locale ginnasio, l'abate Gottardo Antonio Festi, suo collega e lo stesso Giuseppe Valeriano, che sposò Bianca Laura solo in seguito.
Il sodalizio letterario divenne un'Accademia il 27 dicembre del 1750 sul modello dell'Accademia dei Dodonei, di Girolamo Tartarotti. Il nome che scelto fu: Accademia Roveretana degli Agiati.

## Oblio
Malgrado i suoi meriti indiscussi, il suo impegno per Rovereto e l'aver fondato e guidato per circa un decennio l'Accademia degli Agiati venne dimenticato abbastanza presto sia da chi con lui aveva condiviso alcuni ideali legati al mantenimento ed alla difesa della cultura italiana all'interno dei domini asburgici sia dallo stesso figlio Clementino. La città, solo trent'anni dopo la sua morte, lo aveva già quasi dimenticato e mentre alla moglie ed al figlio ha dedicato vie e monumenti, di lui restano poche tracce.

## Opere
- Con Maurizio Gentilini, Le cetere de' dolcissimi Agiati: le pubblicazioni degli Accademici di Rovereto (1750-1764) raccolte da Giuseppe Valeriano Vannetti, Rovereto (TN), Biblioteca civica, 2000, OCLC 797612595.
- Lettera di Giuseppe Valeriano cav. Vannetti al sig. Gio. Pietro Moneta fiorentino podestà di Roveredo intorno ad alcune circostanze alla vita di Dante ed all'aver egli dimorato nella Val Lagarina e quici composta una sua canzone, In Venezia, Appresso Antonio Zatta, 1759, OCLC 797443517.
- Con Francescantonio Marchesani, Passaggio per Roveredo di S.A.R. madama Isabella Maria infanta di Parma, sposa a S.A.R. Giuseppe Benedetto arciduca d'Austria il dì 18. settembre 1760, In Roveredo, Per Francescantonio Marchesani stampatore cesareo-regio, 1760, OCLC 797040808.
- Con Claudio Antonelli, Il memorabile passaggio del Naviglio della Serenissima per la Valle di Loppio nell'anno 1439, Mori (TN), Biblioteca comunale, 1989, OCLC 799455910.
- Con Willard Fiske, Lezione sopra il dialetto roveretano, In Roveredo, Per Francescantonio Marchesani Stampatore Cesareo-Regio, MDCCLXI 1761, OCLC 719432514.